# 达妮埃拉·瓦尔科维亚克-皮莱茨卡
达妮埃拉·瓦尔科维亚克-皮莱茨卡（波蘭語：Daniela Walkowiak-Pilecka，1935年5月24日—），波兰女子皮划艇运动员。她曾代表波兰参加1956年、1960年和1964年夏季奥林匹克运动会皮划艇比赛，其中1960年奥运会获得一枚铜牌。